# أنس داود
أنس عبد الحميد محمد داود (دسوق 1934 - 1993)، هو شاعر وكاتب مصري. ولد عام 1934 في مدينة دسوق بمحافظة كفر الشيخ. تخرج في كلية دار العلوم عام 1962, وحصل على الماجستير في النقد الادبي الحديث عام 1967. ودكتورة في النقد الادبي الحديث مع مرتبة الشرف الأولى عام 1970. قام بالتدريس الجامعي في كليات الاداب والتربية بالجزائر وليبيا والرياض ومصر
له إسهامات نقدية وشعرية متنوعة إضافة إلى نشاطه الأكاديمي، إذ إن له عدة دواوين شعرية أشهرها ديوانه «بقايا عبير» ونحو 12 مسرحة شعرية ومؤلفات أخرى.

## وفاته
توفي عام 1993 بعد معاناة من مرض خبيث.

## من مؤلفاته

### له عدة دواوين منها
- «حبيبتي والمدينة الحزينة» 1964.
- «بقايا عبير» 1966.
- «قصائد (ديوان)» 1990.

### دراسة ادبية ونقدية
- «التجديد لدى شعراء المهجر».
- «الاسطورة في الشعر العربي الحديث».
- «الرؤية الداخلية في الشعر الحديث».
- «الطبيعة في الشعر المهجر».
- «عبد الرحمن شكري».
- «رواد التجديد في الشعر العربي الحديث».
- «الرؤية الداخلية للنص الشعري».
- «شعر محمود حسن إسماعيل».
- «في الادب العربي الحديث».
- «في التراث العربي».

### المسرحيات الشعرية
- «بنت السلطان».
- «مملكة الجمال».
- «محاكمة المتنبي».
- «بهلول المخبول».
- «الملكة والمجنون».
- «الثورة».
- «الزمار».
- «الشاعر».
- «الصياد والبحر».
- «مقتل شي».

## الجوائز
- نال الجائزة الأولى للشعراء الشبان عام 1962.
- الجائزة الأولى للشعر القومي من رابطة الأدب الحديث عام 1962.